# 阳光开朗大男孩
《阳光开朗大男孩》是一首由 bigbad编曲、神兔小P 混音、卦者灵风（卦者那啥子靈風）演唱的网络歌曲，于2021年11月15日发布。

## 事件发展
- 2021年11月15日：卦者灵风于 Bilibili 首次上传该作品。
- 2023年2月10日左右：该歌曲于各大网络平台上突然获得大量浏览与传播。
- 2023年2月19日：卦者灵风于 Bilibili 发布《阳光开朗获奖感言》视频，表示对喜爱该歌曲的粉丝们的感谢。[2]